# Tom Roberts
Tom Roberts (ur. 9 marca 1856 w Dorchester, zm. 14 września 1931 w Kalliście) – australijski malarz, jeden z prekursorów impresjonizmu w Australii.

## Życiorys

### XIX wiek
Thomas William Roberts urodził się 9 marca 1856 w Dorchester w Anglii jako starszy syn dziennikarza Richarda Robertsa i jego żony Matyldy Agnes Cela, z domu Evans. Uczęszczał do gimnazjum w Dorchester. Po śmierci męża Matylda Roberts z trojgiem dzieci w 1869 roku wyemigrowała do Melbourne, osiedlając się na jego przedmieściach, w Collingwood. Pierwsze lata dla ubogiej rodziny były trudne, a Tom po pracy pomagał matce szyć tornistry. Wkrótce zainteresował się sztuką podejmując w 1873 roku naukę w szkołach w Collingwood (East Collingwood Artisans' School of Design) i w Carlton; w tej ostatniej Louis Buvelot i Eugen von Guerard przyznali mu nagrodę za pejzaż. W 1874 roku podjął naukę w National Gallery School, w której uczęszczał na lekcje wzornictwa.
W 1877 roku odwiedził Tasmanię, gdzie spotkał rodzinę Elizabeth Sarah (Lillie) Williamson, swojej późniejszej żony. W latach 1877–1879 studiował pod kierunkiem Eugenea von Guerarda w School of Painting przy National Gallery School, a w 1878 roku wraz z C. D. Richardsonem, uczęszczał na wykłady z anatomii w Melbourne Hospital i w University of Melbourne. W 1879 roku ponownie odwiedził Tasmanię. W 1880 roku został członkiem Victorian Academy of Arts. W tym czasie Roberts okresowo tworzył czarno-białe prace dla czasopism ilustrowanych. 20 stycznia 1881 roku opuścił Melbourne przybywając 11 marca do Londynu. 5 lipca 1881 tego samego roku zapisał się na studia w miejscowej Royal Academy Schools, zostając 6 grudnia słuchaczem trzyletniego kursu w pełnym wymiarze godzin.
W sierpniu 1883 roku Roberts wspólnie z przyszłym politykiem Partii Pracy Williamem Maloneyem i kolegą Johnem Peterem Russellem odwiedził Hiszpanię. W Grenadzie spotkał dwóch hiszpańskich malarzy, Laureà Barrau i Ramona Casasa, którzy zapoznali go z nowymi ideami artystycznymi: impresjonizmem i malowaniem w plenerze). W kwietniu 1884 roku podczas pobytu w Wenecji Roberts kontynuował eksperymenty z efektami impresjonistycznymi wykonując szkice studialne w stylu Whistlera.
W lutym 1885 roku na krótko odwiedził Paryż, gdzie studiował w Académie Julian. 4 marca tego samego roku opuścił Anglię przybywając 25 kwietnia do Melbourne. Rozpoczął pracę z fotografami firmy Barrie & Brown. Tworzył czarno-białe prace dla The Bulletin i innych czasopism, oraz rysunki dla The Picturesque Atlas of Australasia i The Australasian Sketcher.

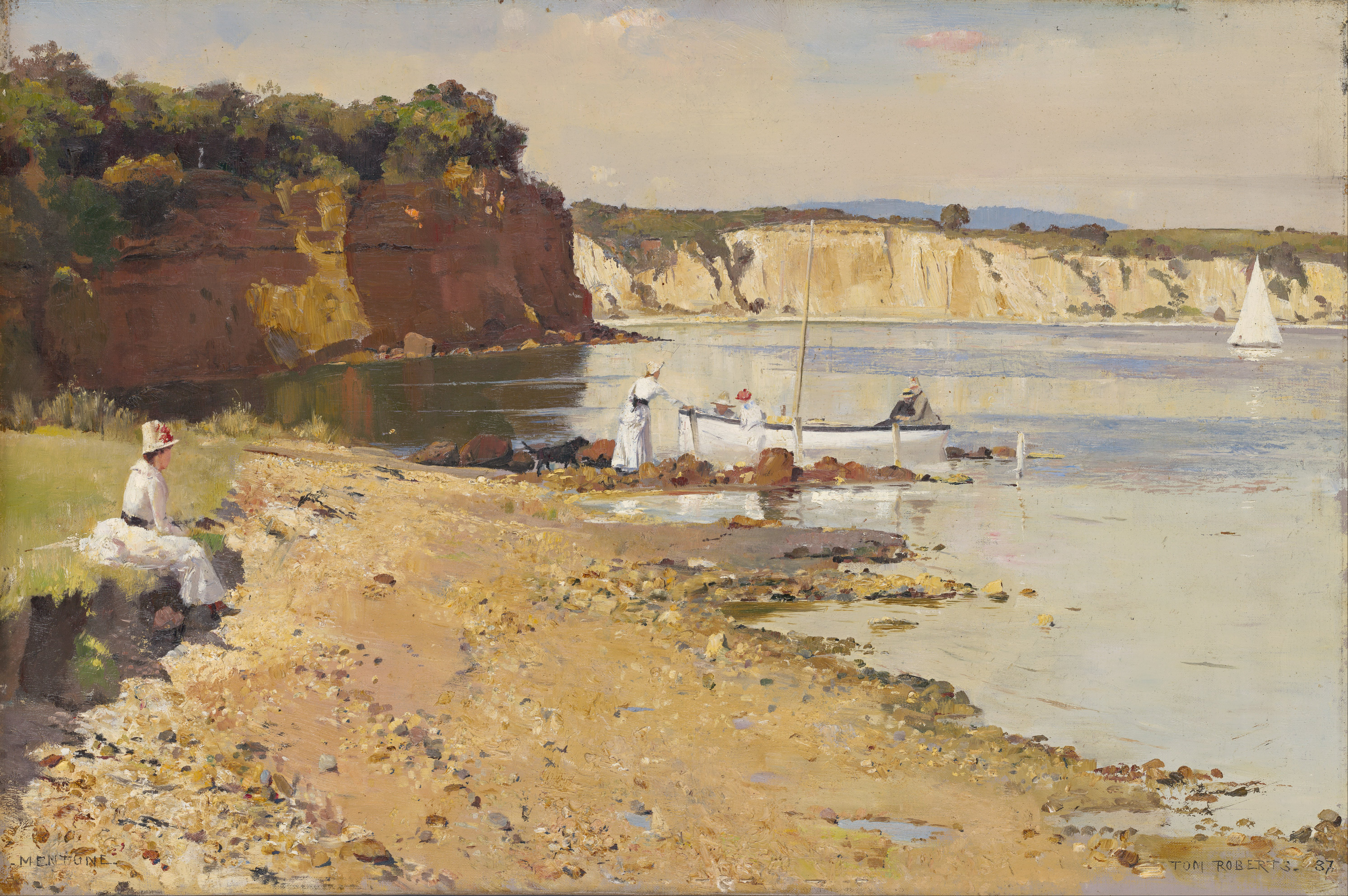
Drzemiące morze w Mentone, 1887, National Gallery of Victoria

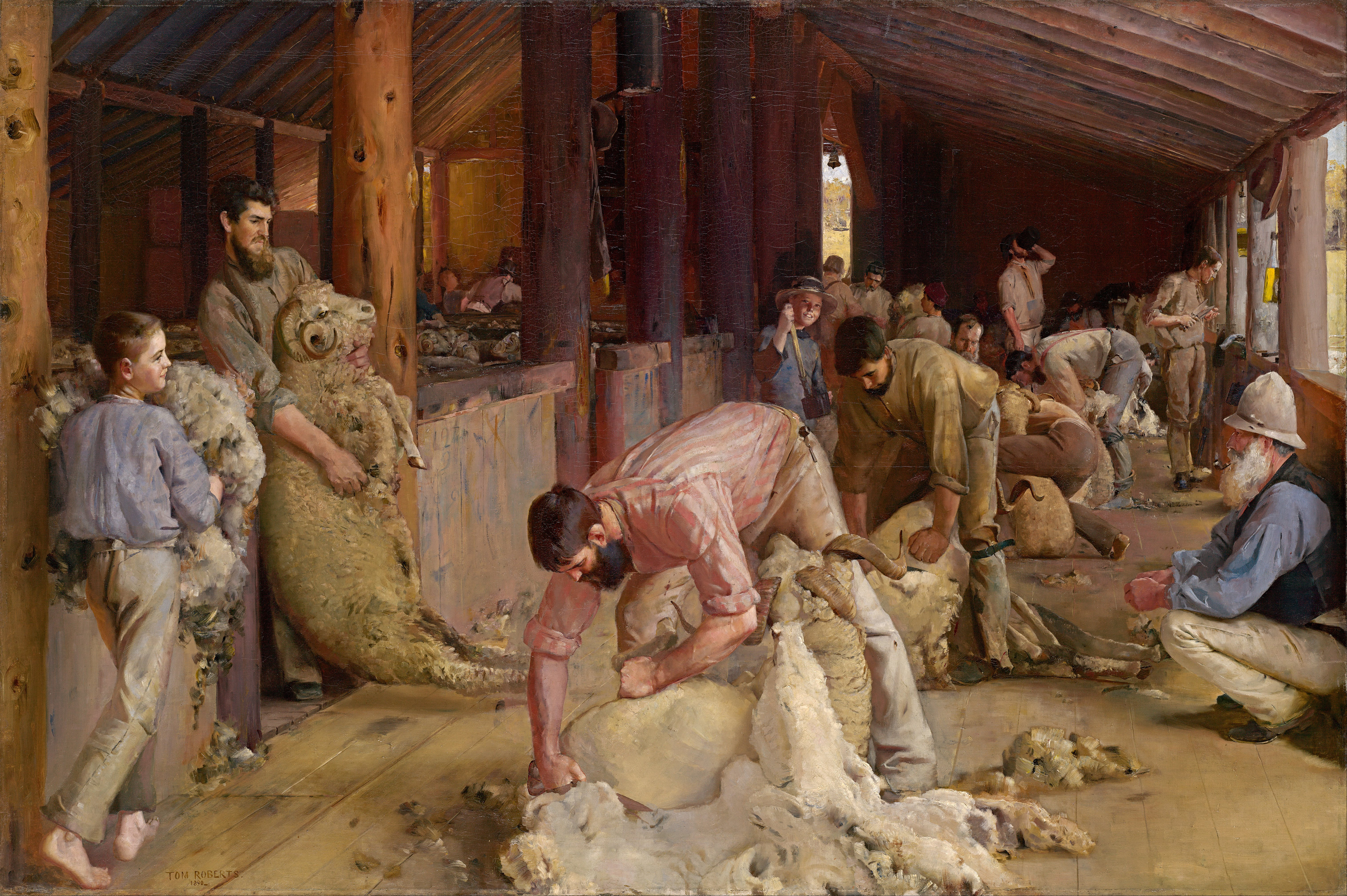
Strzyżenie owiec, 1890, National Gallery of Victoria

Zapoczątkował nową szkołę malarstwa, opartą na prac w plenerze. Jego koledzy z Melbourne niezwłocznie skorzystali z jego doświadczeń, a sam Roberts stał się czołową postacią wśród grupy malarzy, która zaczęła być znana jako Heidelberg School.
Wspólnie z George’em Rossim Ashtonem i Johnem Matherem wynajął studio przy w 95 Collins Street w Melbourne, malował w plenerze w okolicach Darebin Creek, Gardiner Creek i wzdłuż biegu rzeki Yarra w Heidelbergu, gdzie około 1885 roku namalował Cichy strumień w Heidelbergu. Latem 1885/1886 Roberts, Frederick McCubbin i Louis Abrahams obozowali w zaroślach wzdłuż Gardiner Creek w Box Hill, gdzie w 1886 roku Roberts namalował obrazy Obóz artystów i Letni poranek w Tiff. W grudniu 1888 roku rozpoczął pracę nad obrazem Strzyżenie owiec. Latem 1886 i 1887 roku z Frederickiem McCubbinem i Louisem Abrahamsem wynajął mały domek w pobliżu Mentone. Tu powstało wiele ważnych jego dzieł, w tym Słoneczne południe (ok. 1887) i Drzemiące morze w Mentone (1887) Podczas pobytu w Mentone artyści zaprosili do współpracy Arthura Streetona, ucznia McCubbina w National Gallery School.
W sierpniu 1889 roku Roberts, Streeton i Conder wzięli udział w ważnej wystawie impresjonistów „9 by 5 Impression Exhibition”.
W marcu 1890 roku Roberts odwiedził Tasmanię, na której przebywał dwa miesiące. Po powrocie w swoim studio przy Collins Street ukończył pracę nad Strzyżeniem owiec. W lipcu 1892 roku odwiedził Wyspę Thursday, gdzie namalował wiele portretów miejscowych Aborygenów. We wrześniu 1892 roku w Art Society of New South Wales wystawił swój tryptyk Kościół, państwo i prawo. W 1893 roku na krótko odwiedził Melbourne.
30 kwietnia 1896 roku ożenił się z Elizabeth (Lillie) Williamson; ich ślub odbył się w kościele św. Hilarego w East Kew, w Melbourne. Oboje zamieszkali w Balmain, w Sydney. W 1898 roku urodził się im jedyny syn Caleb.

### XX wiek

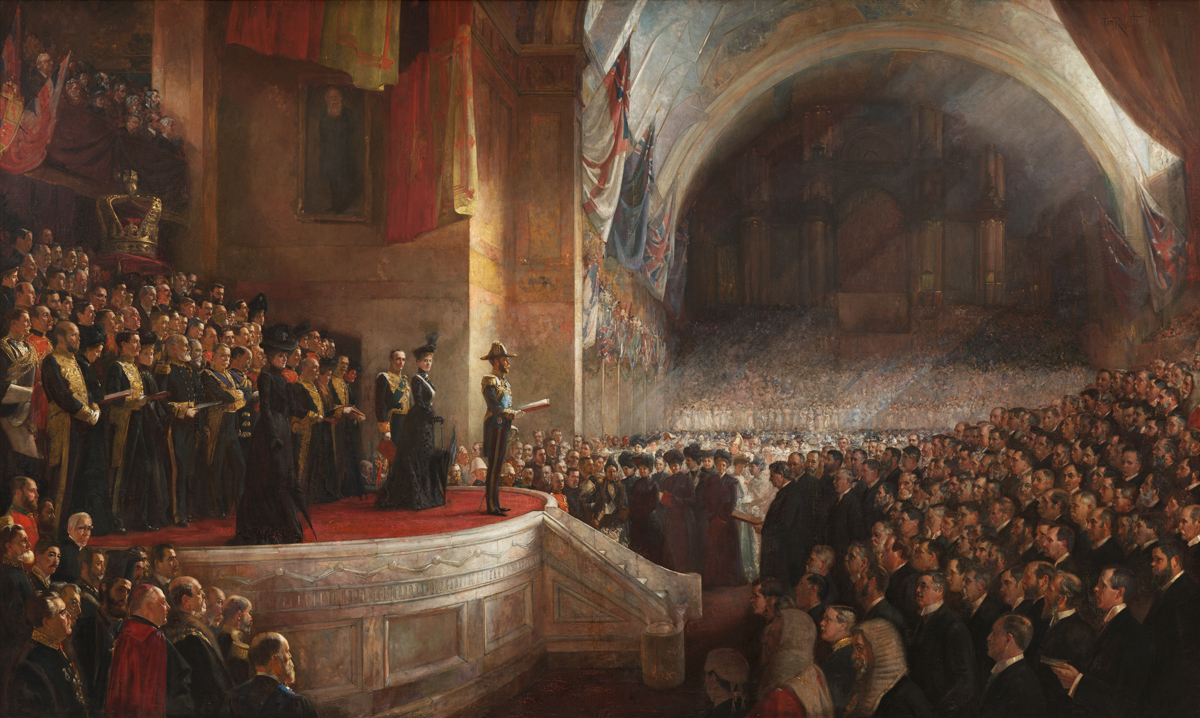
Wielki obraz, 1903, Parliament House

Pod koniec stulecia Roberts z powodu złych warunków ekonomicznych i braku mecenatu zdecydował się opuścić Australię. Jednak, gdy w 1901 roku został zaproszony do udziału w otwarciu Parlamentu Wspólnoty Narodów w Melbourne, otrzymał zlecenie na namalowanie z tej okazji oficjalnego obrazu. Za dzieło, na którym miało się znaleźć 250 postaci, zaoferowano mu ponad tysiąc gwinei i pokrycie wydatków. Praca nad obrazem Wielki obraz (518 × 305 cm) trwała dwa i pół roku, ale zapewniła mu bezpieczeństwo finansowe. W 1903 roku wyruszył do Anglii, aby ukończyć obraz. Chociaż uważał to zlecenie za ukoronowanie swojej kariery, to wysiłek, jaki włożył w jego namalowanie, kosztował go utratę sił i osłabienie wzroku.
W latach 1903–1914 mieszkał w Anglii, którą okazjonalnie opuszczał. Nie był to pomyślny okres w jego życiu, zamówienia na obrazy spadły, więc artysta ledwie wiązał koniec z końcem. Nawiązał kontakt i zaprzyjaźnił się z premierem Alfredem Deakinem, który w 1910 roku zaoferował swoje usługi w utworzeniu National Portrait Gallery w Canberze. W 1913 roku Roberts uczestniczył w wystawie alpejskich pejzaży, ale bez powodzenia. W oparciu o Chelsea Arts Club On zorganizował australijską grupę artystyczną.
Podczas I wojny światowej, zaniżając swój wiek (miał 59 lat), wstąpił w 1915 roku wraz z kilkoma innymi australijskimi artystami do pomocniczej służby wojskowej podejmując pracę w 3rd London General Hospital. W grudniu 1919 roku powrócił do Australii. Przez rok uczestniczył w wystawach w Melbourne i Sydney, a odniesiony sukces zachęcił go do ostatecznego powrotu na początku 1923 roku. Zamieszkał wraz z żoną w Kallista, w małym domku, który oboje nazwali Talisman. Roberts, który szczególnie polubił miejscowe okolice wiejskie, powrócił do malowania małych pejzaży w odcieniach utrzymanych w stonowanym, impresjonistycznym stylu. Lillie Roberts zmarła w styczniu 1928 roku, a 27 sierpnia Roberts ożenił się ze swoją przyjaciółką z dzieciństwa, Jean Irving Boyes. Ostatnim jego dziełem był obraz Ring a Ring a Roses. Roberts zmarł w dniu 14 września 1931 roku w swym domu. Jego ciało zostało poddane kremacji.

## Działalność organizacyjna
Roberts był urodzonym przywódcą i mentorem dla młodszych malarzy. W 1886 roku objął kierowniczą rolę w tworzeniu Australian Artists' Association, pomyślanego jako opozycja do Victorian Academy; w 1888 uczestniczył w założeniu Victorian Artists' Association, był członkiem komitetu obu tych organizacji. W 1889 roku został również sekretarzem sekcji literatury i sztuki na posiedzeniu Australasian Association for the Advancement of Science. W latach 1895–1897 w Sydney był założycielem oraz przewodniczącym Society of Artists.